# Stiphodon pulchellus
Stiphodon pulchellus es una especie de pez de la familia de los Gobiidae en el orden de los Perciformes. Se encuentra al sur de Filipinas y es inofensivo para los humanos.
Los machos pueden llegar a alcanzar los 5,1 cm de longitud total.